# ثعلب (أسطورة)
الثعلب (بالإنجليزية: Fox)‏ حيوان بري صغير من فصيلة الكلاب، في الأساطير الأوروبية. وهو يرمز إلى الخبث والدهاء. وكثيرا ما كانت النساء في أساطير الشرق القديم يتحولن إلى ثعالب. أما في المسيحية فكان الثعلب يرمز إلى الشيطان، ويشير إلى الخبث وسوء الطوية والنصب واللصوصية والقدرة على الانتقام. وكثير من حكايات إيسوب والقصص التي كتبت على منوالها، يظهر الثعلب بمظهر الحيوان الشرير الذكي الذي يصعب هلاکه.
يروی دانتي في الكوميديا الإلهية أن روح أحد الأبطال المقاتلين ذكرت له أن أعمالها في الدنيا لن تكون أعمال أسد بل ثعلب، وأنه حقق غاياته بالطرق الخفية، والحيلة، والبراعة. ومكيافيللي في كتابه (الأمير) ينصع الحكام بتقلید حیوانين هما: الأسد، والثعلب. ويقول إن قوة الأسد ليست كافية للحاكم، بل عليه أيضا أن يستخدم خداع الثعلب.
وتتخذ أساطير الشرق القديم نظرة مختلفة إلى الثعلب؛ فهی تهتم في الأساطير الصينية اليابانية بتحول النساء إلى ثعالب، وتحول الثعالب إلى نساء. كما يظهر الكلب في أساطير الشرق كقوة تجبر المرأة الثعلب أن ترتد إلى طبيعتها الحقيقية. وفي الأساطير اليابانية تتعرف على المرأة الثعلب بأن تقرب شعلة من اللهب من رأسها البشرى. كما أن للثعلب أيضا مغزی جنسبا قويا في أساطير الصين واليابان، وآثارهما الفنية والأدبية.